# 肯尼斯·R·森巴赫
肯尼斯·R·森巴赫是一名美國天文學家，2015年10月至2022年8月擔任太空望遠鏡科學研究所所長。

## 榮譽
- 牛頓·萊西·皮爾斯天文學獎（2001年）[3]

## 外部連結
- "Kenneth R. Sembach", Scientific Commons
- "Kenneth R. Sembach", Google scholar